# التاريخ العسكري لنيوفندلاند خلال الحرب العالمية الثانية
عندما اندلعت الحرب العالمية الثانية، كانت مقاطعة نيوفندلاند مقاطعةً تحكمها المملكة المتحدة عن طريق لجنة الحكومة حكمًا مباشرًا. وبما أن نيوفندلاند كانت تديرها لجنة الحكومة، ولم يكن لديها برلمانٌ فاعل، فإن إعلان الحرب البريطاني على ألمانيا أدخل نيوفندلاند تلقائيًا في حالةٍ من الحرب مع ألمانيا في 3 سبتمبر 1939.

## صعود ميليشيا نيوفندلاند
شهدت الفترة الممتدّة بين الحربين العالميتين اضطرابًا سياسيًا كبيرًا في مقاطعة نيوفندلاند، مما أدّى إلى تعليق الحكومة المسؤولة وتعيين لجنة الحكومة مما تسبّب بعودة نيوفندلاند لمركزها كمستعمرةٍ للتاج. هدّد وجود البحرية الألمانية في مياه المحيط الأطلسي أمن المستعمرة، وتقرّر إنشاء وحدة ميليشيا الدفاع المحلية التي تهدف إلى الدفاع عن الجزيرة وكان ذلك في سبتمبر 1939. جرى تكليف ميليشيا نيوفندلاند بمهمّة حراسة المواقع الإستراتيجية في الجزيرة، بما في ذلك الأحواض الجافة وإمدادات المياه واحتياطيات النفط في سانت جونز ومحطّة إذاعة شركة نيوفندلاند الإذاعية في ماونت بيرل. في وقتٍ لاحق، وُسِّعت واجبات الحراسة هذه لتشمل صيانة بطارية دفاعٍ ساحلية في جزيرة بيل لحماية مناجم الحديد الخام في وابانا، والمناجم وأحواض السفن في جميع أنحاء الجزيرة. كان يُنظر إلى موقع نيوفندلاند الدفاعي على أنه أكثر هشاشة بعد سقوط فرنسا في عام 1940. أدّى ذلك إلى تولّي كندا المسؤولية عن الدفاع عن نيوفندلاند من خلال إنشاء «دبليو فورس»: تتألّف من قوّات مشاةٍ متنوّعة ومدفعية وثكنةٍ لقوّاتٍ مضادة للطائرات تتمركز في الجزيرة. وُضِعت ميليشيا نيوفندلاند على الفور تحت قيادة دبليو فورس، وفي نهاية المطاف، تحت إمرة قائد وحدةٍ كندي.
بالإضافة إلى واجبات دفاع المشاة، احتفظت نيوفندلاند أيضًا ببطارية الدفاع الساحلية الأولى، وهي بطارية دفاعٍ ساحلية في جزيرة بيل لحماية الممرّات في الجزيرة حيث كانت ناقللات البضائع الصب الجافة تُحمّل بخام الحديد من مناجم جزيرة بيل. دخلت غواصة يو-153 خليج كونسبشن وأغرقت إس إس ساغاناغا وإس إس لورد ستراثكونا في ليلة 4 سبتمبر 1942. ردًا على السفن البحرية التي أطلق سلاحها النيران على أحد الأهداف في الماء، جهّزت بطارية الدفاع الساحلي الأولى أسلحتها وحاولت إطلاق النار على نفس الموقع؛ ومع ذلك، لاذت غواصة يو بالفرار. كانت هذه هي المناسبة الوحيدة التي أطلقت فيها بطارية الدفاع الساحلي الأولى نيران أسلحتها في حالةٍ من الغضب. [بحاجة لمصدر]

## فوج نيوفندلاند
أدّت جهود الجيش الكندي لتوسيع وتدريب الميليشيات إلى المعايير المهنية إلى إعادة تسمية ميليشيا نيوفندلاند لتحمل اسم فوج نيوفندلاند في 2 مارس 1943. حافظ الفوج على دوره في الدفاع عن الوطن، ولكن بالإضافة إلى هذه الواجبات، جرى تكليفه أيضًا بتدريب المجنّدين الفائضين لفوج المدفعية الملكية الذين جُنّدوا في نيوفندلاند للخدمة خارج البلاد. بحلول نهاية الحرب العالمية الثانية، جُنّد 1,668 من النيوفندلانديين للخدمة في فوج نيوفاوندلاند. قٌتِل 17 من أفراد الميليشيا في 12 ديسمبر 1942 في حريق نُزُل كولومبوس نايتس في سانت جونز.